# La Plata (Zulia)
Sabana de la Plata o La Plata, es una población del Municipio Simón Bolívar en el estado Zulia, Venezuela.

## Zona Residencial
La Plata es un nodo vial entre las carreteras Lara - Zulia, Punta Gorda - La Plata, D y otras, no muy lejos de allí se encuentra la carretera Williams en el sector de la Plata conocido como "Los Dulces" por sus kioskos de comida. La Plata ha crecido para convertirse en algo más que un nodo vial, teniendo ya escuela, clínica, comercios y un estadio, su ubicación estratégica y segura (aproximadamente a 50 m sobre el nivel del mar) ha favorecido su desarrollo. La Plata es también el acceso a las zonas rurales de los municipios Cabimas, Simón Bolívar y Lagunillas a poblaciones como Curazaíto, la Vega, y la Pica Pica entre otras.
El sector los dulces un suburbio de la Plata separado de esta por bosque, es el nodo entre la Lara - Zulia y la Williams, sus puestos de comida han tomado fama al ofrecer carne de prácticamente cualquier animal (pollo, res, puerco, chivo, conejo, venado, iguana, danta, ovejo, etc).

## Sectores
- La Plata
- El Rincón
- Los Dulces

## Sitios de Referencia
- Aeropuerto Oro Negro. Carretera Punta Gorda - La Plata a pesar de que este aeropuerto pertenece a punta gorda
- Polígono de Tiro. Carretera Punta Gorda - La Plata